# 炎〜あなたがここにいてほしい
『炎〜あなたがここにいてほしい』（原題：Wish You Were Here）は、1975年に発表されたピンク・フロイドのアルバム。全英・全米第1位という大ヒットを記録した。
黒色の不透過シュリンクラップを破くと火だるまの男がサングラスをかけた男と握手をしている写真が現れるというジャケットはヒプノシスによるデザインであり、カリフォルニア州バーバンクにあるワーナー・ブラザース・スタジオ内の通路で撮影されたものである。『あなたがここにいてほしい』という日本語題はメンバーが日本側に指定してきたもの。
2020年版『ローリング・ストーン誌が選ぶオールタイム・ベストアルバム500』に於いて、264位にランクイン。

## 概要
1973年に発表した『狂気』が大ヒットし、バンドは一躍スターダムにのし上がり億万長者となった。1973年にコンサートをこなした後バンドは長期休暇に入り、メンバーは各々好きなことをして時間をすごしていた。したがって、バンドとしての活動が長期にわたって中断したため、実質的に解散状態となっていた。
バンドは1974年にコンサート・ツアーがあるため活動を再開し、数曲の新曲も出来上がったが、1975年に入ってレコーディングをしようとした際、バンドのメンバーがレコーディングに集中できず、遅々として進まない状態が続いた。ロジャー・ウォーターズは、この状況下であくまでアルバムのレコーディングを続けるなら、現在のバンドの状態を具現化したもの、またそれに関連した曲を作り上げて収録しようと決定したのだった。
こうして完成したアルバムについて、ウォーターズは「とうとうアルバムをつくったら、そのアルバムの内容は“何も作り出せない”ということだった」と説明している。

## 完成までの経緯
当初、楽器を一切使わずにコップやナイフ、マッチ棒などの日用品のみで演奏をする『Household Objects』というアルバムを作ろうとしていた。これは1973年11月のディスク誌でスクープとして報道され、その後12月には2曲（「The Hard Way」、「Wine Glasses」）が完成して、1974年2月にリリースと発表されている。しかし、次第にメンバーの興味が薄れていき、これは完成には至らなかった。なお、この2曲は2011年に発売された『狂気』『炎』のボックスセットに、1曲ずつ収録されて初公開され、「Wine Glasses」が「クレイジー・ダイアモンド」のイントロに使われていたことが明らかになった。
1974年6月にフランス・ツアーを行い、ここで「Shine On You Crazy Diamond」「Raving And Drooling」の2曲が披露された。また同年の秋から冬にかけてイギリスでコンサート・ツアーを行い、上記2曲に加えて「You've Gotta Be Crazy」も演奏された。新作はこの3曲を収録することが決まりかけていたが、このイギリスでのツアーの模様を収録した海賊盤がリリースされ、空前のヒットを記録するという事態になってしまった（1975年5月頃に発売された海賊盤は15万枚というセールスとなっている）。そのため新たにアルバムの内容を再考せざるを得なくなり、「Shine On」以外の2曲の収録は見送られた。また、新曲をアルバム発売前にコンサートで披露することもなくなった。
そうして再開されたアルバムのレコーディングは困難を極めた。新作の収録に際して新たなレコーディング・スタジオを使用していたが、不慣れなエンジニアが収録したテイクに間違えてエコーをかけてしまったため、再レコーディングをせざるを得なくなった。
1974年11月には、『メロディ・メイカー』誌で「1975年1月から2月にかけてレコーディングされ、3月にリリースされる」という報道がなされたが、制作は遅れ、既に決定済みだった4月のシアトルから7月初旬のネブワースまでのコンサート・ツアーによってレコーディングは中断。その後再開された。
こうした紆余曲折を経て1975年9月にようやくリリースされた本作は、発売されるや全英1位（10月4日付け）、及び米ビルボード・アルバム・チャート1位（10月4日及び11日の2週連続）を記録するヒットとなった。

## アルバム内容
大作「クレイジー・ダイアモンド」の2部作に挟まれる形で3曲が並んでいる。既に述べたように、アルバム発表にあたって「Shine on」を二つに分割して収録することにし、ウォーターズが書き下ろした曲を2曲付け加えた。
「クレイジー・ダイアモンド」は、かつてのリーダー、シド・バレットへ捧げられた曲だといわれている。しかし、全作詞を担当したウォーターズは「決してシドのみに向けたメッセージではなく、すべての人間に当てはまることだ」とも語っている。
「ようこそマシーンへ」のミュージック・ビデオは、後に『ザ・ウォール』のアニメーションを担当することとなるジェラルド・スカーフが製作した。
「葉巻はいかが」では、バンドの古くからの友人であるロイ・ハーパーがリード・ヴォーカルを取っている。ウォーターズは自分の声域に合わなかったため、ギルモアにボーカルを取らせようとしたが、彼が歌詞の内容を気に入らなかったため、ちょうど隣のスタジオでアルバムのレコーディングをしていたハーパーに依頼した。ただしライブではウォーターズがヴォーカルを取っている。また、ハーパーは1975年7月5日（ツアー最終日）のネブワース公演においてゲスト出演してヴォーカルを披露している。
「あなたがここにいてほしい」は、詞が最初にできて、それに曲をつけたものである。「ようこそマシーンへ」と同じく、1975年のツアー終了後に完成した楽曲であり、1977年のアニマルズ・ツアーで初披露された。
また、これ以降は『アニマルズ』（1977年）や『ザ・ウォール』（1979年）といった非常にウォーターズの色合いが濃い作品が続く。
なお、収録が見送られた「You've Gotta Be Crazy」「Raving And Drooling」の2曲は、大幅に内容を改訂した上で、次回作『アニマルズ』収録の「ドッグ」「シープ」として発表されている。2011年に本作品がリマスター再発された際、ボーナスCDに、1974年11月のライブ音源として「Shine on You Crazy Diamond」、「Raving And Drooling」、「You've Gotta Be Crazy」が収録された。
デヴィッド・ギルモアは、ピンク・フロイドのアルバムの中で本作が一番のお気に入りであると公言している他、リチャード・ライトも生前に同様の発言をしていた。

## レコーディング中の逸話
このアルバムのレコーディング中、シド・バレット本人が何の前触れもなくスタジオに姿を現したという逸話がある。ニック・メイソン自身の回顧録Inside Out: A Personal History of Pink Floyd（英語版記事）によるとクレイジー・ダイアモンドのミキシングも終盤といった頃に、でっぷりと肥えた禿頭かつ眉毛も剃り落したシド・バレットがビニール袋を持ってスタジオに入ってきたそうで、作業中であったウォーターズは初めは誰だか分からなかったという。ライトも誰だか分からずウォーターズの友人かと勘違いしており、ギルモアはEMIのスタッフかと思っていたそうで、メイソンも誰だかわからずバレットだと気づいた時にはショックを受けたという。またメイソンは回顧録にて、その当時のバレットの雰囲気を「散漫で支離滅裂だった」と綴っている。その場にいたストーム・ソーガソンは後に「何人かが泣いていた。彼（バレット）はスタジオ内を歩き回ったり我々と話をしたりしていたが、彼は実際にはそこにいなかった。」と述懐している。
伝えられるところによれば、バンドのマネージャーであったアンドリュー・キング（英語版記事）がバレットに対してなぜそんなに太ってしまったのかと尋ねた際に、ウォーターズは変わり果てたバレットの姿を見て涙を流したという。バレットは自宅に巨大な冷蔵庫を設置してあると言い、毎日のようにポーク・チョップを平らげていた。バレットはまた、どのパートのギターを弾こうかと尋ねてきたそうだが、クレイジー・ダイアモンドのミックスを聴いていた様子から察するに歌詞の内容が彼の窮状に言及したものであるとは気づかなかったそうである。
バレットがスタジオを訪れたその日にギルモアは前妻とEMIの食堂で結婚式を挙げておりバレットも式に参加したものの、別れも告げずに帰宅したという。その後メンバー全員は2006年のバレットの死まで彼と会うことはなかった。
この日の思い出をウォーターズは次のように回述している。
| 「 | I'm very sad about Syd. Of course he was important and the band would never have fucking started without him because he was writing all the material. It couldn't have happened without him but on the other hand it couldn't have gone on with him. "Shine On" is not really about Syd – he's just a symbol for all the extremes of absence some people have to indulge in because it's the only way they can cope with how fucking sad it is, modern life, to withdraw completely. I found that terribly sad." シドについてはとても悲しく思う。もちろん彼はバンドにとってとても重要な存在であり彼なしではバンドは歩みだすことはなかっただろう、何故ならすべての曲は彼の手によるものだったからだ。彼無しにはバンドは結成し得なかったであろうが、一方で彼と共にバンドを続けることは不可能であった。「クレイジー・ダイアモンド」はシドについての曲ではない、彼は、現代生活の悲しさに対処するために完全にひきこもるしかない一部の人々が陥る極端な欠如の象徴に過ぎない。私はそれがとても悲しいと感じた。 | 」 |

## 収録曲
- 全作詞：ロジャー・ウォーターズ

1. クレイジー・ダイアモンド（第1部） - "Shine On You Crazy Diamond" (Parts I–V)（作曲：ロジャー・ウォーターズ、デヴィッド・ギルモア、リチャード・ライト）
2. ようこそマシーンへ - "Welcome To The Machine"（作曲：ウォーターズ）
3. 葉巻はいかが - "Have A Cigar"（作曲：ウォーターズ） ※ボーカル：ロイ・ハーパー
4. あなたがここにいてほしい - "Wish You Were Here"（作曲：ウォーターズ、ギルモア）
5. クレイジー・ダイアモンド（第2部） - "Shine On You Crazy Diamond" (Parts VI–IX)（作曲：ウォーターズ、ギルモア、ライト）